# Ingemar Ahlén
Torsten Ingemar Ahlén, född 29 juli 1936 i Kristinehamn, död 6 februari 2021 i Göteborg, var en svensk ekolog och professor vid Sveriges lantbruksuniversitet (SLU). 
Ahlén blev filosofie licentiat vid Lunds universitet 1962, disputerade 1965 och blev docent samma år. Han blev 1968 professor i vertebratekologi vid Skogshögskolan som sedan 1977 blev Sveriges lantbruksuniversitet. Han var en pionjär när det gällde att artbestämma fladdermöss baserat på mönstret på de ultraljud som de använder för att orientera sig.
Tillsammans med Torleif Ingelög och Bengt Ehnström tog Ahlén i början av 1980-talet initiativ till ”Databanken för hotade arter” som 1990 fick permanent status som en enhet gemensam för Sveriges lantbruksuniversitet och Naturvårdsverket och namnet ändrades till Artdatabanken.
Ahlén var ledamot av Kungliga Skogs- och Lantbruksakademien (KSLA) sedan 1982. Han är begravd på Sövde kyrkogård.